# Escharoides torquata
Escharoides torquata är en mossdjursart som beskrevs av Hayward och Ryland 1991. Escharoides torquata ingår i släktet Escharoides och familjen Exochellidae. Inga underarter finns listade i Catalogue of Life.